# Филозофски факултет Универзитета Црне Горе
Филозофски факултет Универзитета Црне Горе је високообразовна установа смјештена у Никшићу.

## Историјат
Филозофски факултет у Никшићу своје корјене има у више деценија старој традицији високошколства у Црној Гори, а сам његов почетак веже се за оснивање прве више школе у Републици, отварање Више педагошке школе у Цетињу 1947. године, која је образовала наставни кадар за основне школе, а која је под називом Педагошка академија од 1963. радила у Никшићу. Она је 1977. године трансформисана у Наставнички факултет, када је 1988. године у складу са Програмом рационализације високошколског образовања и научно-истраживачког рада преименован у Филозофски факултет. Филозофски факултет у Никшићу представља сложену образовну и научну институцију која у оквиру своје матичне дјелатности организује и реализује основне, специјалистичке и послиједипломске студије, као и поступак за стицање научног степена доктора наука.

## Одсеци
Настава на овом факултету се одвија на 8 одсека:
- Одсјек за педагогију
- Одсјек за географију
- Одсјек за психологију
- Одсјек за филозофију
- Одсјек за социологију
- Одсјек за историју
- Одсјек за образовање учитеља
- Одсјек за предшколско васпитање